# Каменная Гора (Новосибирская область)
Каменная Гора — посёлок в Тогучинском районе Новосибирской области. Входит в состав Вассинского сельсовета.

## География
Площадь посёлка — 43 гектара.

## История
В 1976 г. Указом Президиума ВС РСФСР посёлок МТФ совхоза «Политотделец» переименован в Каменная Гора.

## Население
| 2002 | 2007 | 2010 |
| ---- | ---- | ---- |
| 360  | ↗385 | ↘349 |

## Инфраструктура
В посёлке по данным на 2007 год функционирует 1 учреждение образования.